# 森正武
森 正武（もり まさたけ、1937年8月26日 - 2017年2月24日）は、日本の数学者。学位は、工学博士。京都大学名誉教授、筑波大学名誉教授。京都大学数理解析研究所元所長。専門は、数値解析・応用数学。

## 略歴
1937年に東京で生まれる。1961年に東京大学工学部応用物理学科を卒業後、東京大学大学院数物系研究科修士課程・博士課程へ進学。1965年に中退。
1965年に東京大学工学部助手となり、1967年に工学博士の学位を取得した。1970年に京都大学数理解析研究所助教授となる。
1979年に筑波大学電子・情報工学系教授に就任した。1987年に同大学電子・情報工学系長および評議員を経て、1989年-1997年に東京大学大学院工学系研究科教授を務める。
1990年に京都で開催された国際数学者会議で招待講演を行った。
1997年から京都大学数理解析研究所教授となり、1998年に同研究所所長および同大学評議員を歴任した。
2001年に筑波大学名誉教授および京都大学名誉教授を授与される。同年から東京電機大学理工学部数理科学科教授を務めた。
2016年、瑞宝中綬章受章。
この間に、1974年-1975年にニューヨーク大学クーラント研究所研究員、1997年に大連理工大学客座教授となる。

## 家族
父は北辰電機製作所、のちに精密機器会社創業の技術士森武保（機械除銹更生液剤、風向風速自画器、長期巻雨量計の発明など）。祖父は数学教育者で嘉納塾の後藤胤保（「算術教授の実際（尋常小学 第1-6学年）」等）。

## 社会活動
1998年-1999年に日本応用数理学会会長を務め、国内で日本数学会、日本物理学会、情報処理学会、日本計算工学会の各会員として、国外では SIAM (en:Society for Industrial and Applied Mathematics) で活動した。また、財団法人数学オリンピック財団理事、財団法人数理科学振興会評議員、政府調達苦情検討委員会専門委員、日本学術会議数学研究連絡委員会委員を歴任した。さらに、国際学術雑誌の編集者や海外の学会等での講演も行っており、国際的に知名の数学者である。

## 研究業績
森正武は以下の研究業績で知られている。
- 二重指数関数型数値積分公式（DE公式）[7]
- 指数関数のパデ近似
- 有限要素法によるStefan問題の数値解法[8]
- 離散変分法（構造保存型数値解法の一種）[9]
- 常微分方程式の境界値問題、常微分方程式の初期値問題、積分方程式に対するDE-Sinc数値計算法

## 受賞・講演歴
- 1971年：応用数学分科会特別講演
- 1990年：ICM招待講演
- 1994年：日本応用数理学会論文賞
- 1996年：応用数学分科会特別講演
- 1997年：石川賞
- 2014年：日本応用数理学会業績賞

## 叙位・叙勲
- 2016年：瑞宝中綬章（春の叙勲）
- 2017年：正四位[10]

## 主著
- 『数値解析』（共立出版、1973年/第2版、2002年）
- 『曲線と曲面』（教育出版、1974年）
- 『数値解析と複素関数論』（筑摩書房、1975年）
- 『有限要素法とその応用』（岩波書店、1983年）
- 『The Finite Element Method and Its Applications』（Macmillan, 1986年）
- 『FORTRAN77 数値計算プログラミング』（岩波書店、1986年）
- 『FORTRAN77 図形処理プログラミング』（岩波書店、1991年）

その他に論文、共著、翻訳書など複数ある。